# Elección presidencial de El Salvador de 1944
La elección presidencial de El Salvador de 1944 fue llevada a cabo en enero de 1944. Maximiliano Hernández Martínez era el único candidato y ganó las elecciones, sin embargo, no se publicaron los resultados.

## Proceso de Elecciones
La Asamblea Legislativa de mayoría oficialista daría la elecciòn a Martínez por mayoría calificada, además se usò la constitución de 1939 para poder extender su periodo a 6 años. 
4 meses después  en abril del mismo año se dio un movimiento insurreccional de jefes militares para deponer al General Martínez, entre ellos el civil Arturo Romero. Aunque fallido el movimiento conspiratorio, permitió a todos aquellos sectores oposicionistas al gobierno, encauzar su descontento y pasar a reivindicar las causas que habían defendido militares representantes del sector profesional del ejército. Muchos de ellos condenados a muerte, sangre de la misma institución, que valientemente defendió a la Patria doce años antes y que protegió al mismo General Maximiliano Hernández Martínez, en los momentos de mayor incertidumbre e inestabilidad política, las condiciones estaban dadas para su derrocamiento y le correspondió al movimiento estudiantil encender la chispa. Es a partir de una provocación policial al Campus Universitario, que el movimiento tomó forma y los estudiantes declararon una huelga indefinida, ya no en protesta por la agresión policial, sino en contra del gobierno militar y demandan su retiro del poder.
Cuando las sociedades están en crisis tanto política, como económica y socialmente, toda acción de protesta de cualquier sector de la población, con facilidad se torna en una acción política. Congruentemente con este criterio, aquella acción del sector estudiantil fue el inicio de una huelga política, en torno a la que tomaron participación todos los sectores políticos y económicos fuertes del país.

## Huelga de Brazos Caídos y Renuncia del General Martínez
El 9 de Mayo la huelga general, conocida popularmente como Huelga de brazos caídos, logró su objetivo. La Asamblea reunida aceptó la renuncia del General Maximiliano Hernández Martínez. El júbilo popular fue evidente, se demostró una vez más que al producirse un distanciamiento entre el pueblo y los gobernantes se llega evidentemente al abismo de la crisis que tiene diversas manifestaciones. La alterabilidad en el poder político, fue uno de los principios que fueron violados constantemente por el General Hernández Martínez, y fue el pueblo, que así como lo llevó al poder lo apartó del mismo.
El sucesor del General Maximiliano Hernández Martínez, fue el vicepresidente y primer designado, el General Andrés Ignacio Menéndez, con él se dio inicio a un gobierno denominado "Régimen de palabra de Honor", caracterizado como débil y vacilante, que a su vez se enfrentaba a instituciones que continuaban intactas, sin tener un solo cambio y por lo tanto los criterios políticos del General Hernández Martínez, aunque ausente, prevalecían. Se mantuvo la confusión e inestabilidad política, no se estableció claramente si se continuaría gobernando a la Constitución de 1939 o la de 1936, así como también si se le daba validez a las reformas de febrero de 1944, pero el presidente se inclinaba por convocar un plebiscito sobre algo que el pueblo ya había decidido.